# Кремлёв, Дмитрий Васильевич
Дмитрий Васильевич Кремлёв — советский хозяйственный, государственный и политический деятель.

## Биография
Родился в 1917 году в Губахе. Член КПСС с 1943 года.
С 1940 года — на хозяйственной, общественной и политической работе. В 1940—1968 гг. — сменный инженер Артёмовского золотоизвлекательного завода, курсант 2-го Томского артиллерийского училища, участник Отечественной войны, старший технолог Кировского приискового управления, 2-й секретарь Висимского районного комитета ВКП(б), 1-й секретарь Североуральского городского комитета ВКП(б), заместитель начальника Управления МГБ по Молотовской области, начальник Управления МГБ по Молотовской области, заместитель начальника Управления МВД по Молотовской области, начальник Управления МВД по Куйбышевской области, начальник Управления КГБ по Куйбышевской области, заместитель начальника Управления КГБ по Новосибирской области, начальник V-го отдела Управления КГБ по Новосибирской области, заместитель начальника Управления КГБ по Пермской области.
Делегат XX съезда КПСС.
Умер до 1985 года.